# 찐따라 수카팟
찐따라 수카팟(태국어: จินตหรา สุขพัฒน์, 영어: Chintara Sukapatana, 1965년 1월 22일 ~ )은 태국의 배우이다.

## 출연 작품
- 굿모닝 베트남 Good Morning, Vietnam (1987)